# 王雨洛
王雨洛（1920年—），男，江苏涟水人，中华人民共和国政治人物，曾任江苏省纺织工业厅厅长，中华人民共和国纺织工业部副部长。